# Saint Joseph (Dominica)
Saint Joseph  es una localidad de Dominica en la parroquia de Saint Joseph. 

## Demografía
Según estimación 2010 contaba con 1904 habitantes.